# Nica Stevens
Nica Stevens (* 1976) ist eine deutsche Schriftstellerin, die vor allem für ihre romantischen Fantasyromane bekannt ist. Ihr Debütroman Verwandte Seelen – Eine Liebe zwischen Unsterblichkeit und Tod war anfänglich als Einzelband geplant, wurde aufgrund der großen Nachfrage zu einer Bestseller-Trilogie.

## Leben
Nica Stevens veröffentlichte 2013 ihren ersten Roman im Eigenverlag. Der Roman wurde zu einem Bestseller und es folgten zwei Fortsetzungen. Eine Hörbuchversion erschien im XPUB Verlag und im Jahr 2016 wurde die gesamte Trilogie erneut im Drachenmond Verlag veröffentlicht. Seit 2018 ist sie Teil der Schreib-WG zusammen mit Nina MacKay, Andreas Suchanek und Christian Handel, die zwei- bis dreimal im Jahr an verschiedenen Orten einen sechstägigen Event durchführen und dabei mit Hilfe von Live-Streamings das Publikum an ihren Schreibprojekten teilhaben lassen.
Gemeinsam mit Nina MacKay betreibt sie den Podcast Murder Queens, in dem sie über reale Verbrechen und Verschwörungstheorien reden.

## Werke

### Verwandte Seelen
- Verwandte Seelen – Eine Liebe zwischen Unsterblichkeit und Tod. Drachenmond Verlag, Berlin 2016, ISBN 978-3-9599-1501-4.
- Verwandte Seelen – Das Schicksal des Halbblutes. Drachenmond Verlag, Berlin 2016, ISBN 978-3-9599-1502-1.
- Verwandte Seelen – Die Schatten der Erinnerung. Drachenmond Verlag, Berlin 2016, ISBN 978-3-9599-1503-8.
- Verwandte Seelen – Die Trilogie. Drachenmond Verlag, Berlin 2016, ISBN 978-3-9599-1500-7.

### Verbundene Seelen
- Verbundene Seelen – Jenna & Drystan. Drachenmond Verlag, Berlin 2017, ISBN 978-3-9599-1504-5.
- Verbunde Seelen – Blutsbande. Drachenmond Verlag, Berlin 2019, ISBN 978-3-9599-1505-2.

### Einzelbände
- Hüter der fünf Leben. Carlsen Verlag, Hamburg 2017, ISBN 978-3-5513-1604-2.
- Morgen wirst du bleiben. Carlsen Verlag, Hamburg 2018, ISBN 978-3-5513-1753-7.
- Midnightsong. Es begann in New York. Carlsen Verlag, Hamburg 2020, ISBN 978-3-5513-1852-7.
- Road Princess. Carlsen Verlag, Hamburg 2021, ISBN 978-3-551-55518-2.
- Todeskeller. Das Cold-Case-Team Berlin ermittelt. Zusammen mit Andreas Suchanek, Heyne, München 2024, ISBN 978-3-453-44209-2.